# Txorni (volcà)
Txorni (en rus: Вулкан Чёрный) és un estratovolcà que es troba al centre de la península de Kamtxatka, al sud de la serralada Sredinni, Rússia.
El cim s'eleva fins als 1.778 msnm i té una línia de cons de cendres al flanc occidental. Es desconeix quan va tenir lloc la darrera erupció.